# Големо Илино
Големо Илино (на македонска литературна норма: Големо Илино) е село в община Демир Хисар, Северна Македония.

## География
Селото е планинско, разоположено на 980 m надморска височина в източните склонове на Илинска планина, в северозападната част на община Демир Хисар. Част е от областта Горен Демир Хисар. Землището на Големо Илино е 20,6 km2, от които най-голяма част съставляват горите – 295,6 ha, пасищата заемат 628,4 ha, а обработваемите площи 327,8 ha.
Селото е от пръснат тип с две големи махали Долната и Горната. Долната се състои от махалите Велковци, Рутевци, Чукалковско маало, Гюровско маало и границата Чобановци, а Горната – от Миленковци, Ревновско маало, Гюро кукя, Гьоревци. През селото тече Големоилинската река.

## История
Според преданията някога е имало само едно село Илино, разположено на прохода, наречен Илинска църква на около 3 km южно от Големо Илино. Там днес на 1544 m височина е разположен манастирът „Свети Илия“, обновен в 1990 година. Оттук селото се разселило на две поради зулумите на арнаутските банди, идващи от Чемерника. През XVII век Големо Илино е дервентджийско село.
В Големо Илино има гробищна църква „Свети Никола“ (1824) и църква „Света Петка“ (XVII век).
В XIX век Големо Илино е изцяло българско село в Битолска кааза, нахия Демир Хисар на Османската империя. Според Васил Кънчов в 90-те години Големо Илино е на хубаво място с около 60 християнски къщи и добри букови гори над селото. Според статистиката му („Македония. Етнография и статистика“) в 1900 година в Голѣмо Илино има 640 жители, всички българи християни.
На Етнографската карта на Битолския вилает на Картографския институт в София от 1901 година Горно Илино е чисто българско село в Битолската каза на Битолския санджак с 56 къщи, а Долно Илино също чисто българско със 106 къщи.
Цялото население на селото е под върховенството на Българската екзархия. По данни на секретаря на екзархията Димитър Мишев („La Macédoine et sa Population Chrétienne“) в 1905 година в Големо Илино има 624 българи екзархисти и работи българско училище.
В 1961 година Големо Илино има 412 жители, които в 1994 г. намаляват на 81, а според преброяването от 2002 година селото има 52 жители, всички македонци.
| Националност | Всичко |
| македонци    | 52     |
| албанци      | 0      |
| турци        | 0      |
| роми         | 0      |
| власи        | 0      |
| сърби        | 0      |
| бошняци      | 0      |
| други        | 0      |

## Личности
Родени в Големо Илино
- Блаже Магарче, участник в Илинденско-Преображенското въстание през лятото на 1903 година, наследил Йордан Пиперката след смъртта му[10]
- Блаже Христов Стоянов, български революционер, деец на ВМОРО[11]
- Ванчо Силянов Станоев, български революционер, деец на ВМОРО[11]
- Варвара Христова Рутева, българска революционерка, деятелка на ВМОРО[12]
- Доне Стоянов Рутев, български революционер, деец на ВМОРО[12]
- Иван Георгиев, родом от Големо или Мало Илино, български опълченец, V опълченска дружина, умрял преди 1918 г. във Фердинанд[13]
- Илия Андонов Михайлов, български революционер, деец на ВМОРО[14]
- Йон Янкулов Милошев, български революционер, деец на ВМОРО[14]
- Йордан Блажев, войвода на чета през Илинденско-Преображенското въстание през лятото на 1903 година[10]
- Кузман Илийов Станоев, български революционер, деец на ВМОРО[11]
- Никола Мицков Кръстев (1871 - ?), български революционер, деец на ВМОРО. Четник при Павел Трайков, участва в битки с турски аскер край селата Прибилци и Карбуница.[15]
- Мате Николов Кръстев, български революционер, деец на ВМОРО, заклет от Йордан Пиперката. След това е четник при Павел Трайков, участва в битки с турски аскер край село Прибилци[16]
- Павел Кръстев (1879 – след 1942), български революционер, деец на ВМОРО
- Ристо Лозаноски (1923 – 1965), художник
- Секула Найдов Карабашов, български революционер, деец на ВМОРО. Действа в Демирхисарско. Четник е при Йордан Пиперката, който го заклева. Участва в битки с турския аскер край Прибилци, Карбуница, Боище и Бабино.[17]
- Силян Велянов Кръстев (1871 - ?), български революционер, деец на ВМОРО, четник на Йордан Пиперката. Участва в битка край Прибилци.[18]
- Симян Чукалков Кръстев (1866 - ?), български революционер, деец на ВМОРО. Четник при Алексо Стефанов и Петър Чаулев.[19]
- Соколе Иванов Караджов, български революционер, деец на ВМОРО. Активно участва в борбите с турския аскер, четник на Алексо Стефанов, при когото се заклева.[20]
- Стойко Найденов Мицков, български революционер, деец на ВМОРО[14]
- Трайко Дойчинов Миленков, български революционер, деец на ВМОРО[14]
- Цветан Николов Кулумов (1872 - ?), български революционер, деец на ВМОРО, заклет от Йордан Пиперката в 1902 година. Участва с четата на Йордан Пиперката в битки с турския аскер край селата Брезово и Цер.[21]
- Цветан Петров (1878 – ?), български революционер, деец на ВМОРО